# Gaëtan Englebert
Gaëtan Englebert [uitspraak: 'ɡeːjtɑ̃ 'ɑ̃ŋɡləbɛiʀ] (Luik, 11 juni 1976) is een Belgisch voormalig betaald voetballer en huidig sportief directeur en hoofdtrainer bij FC Luik. 
Hij was een middenvelder met groot loopvermogen die speelde voor onder meer Sint-Truidense VV en Club Brugge. Hij speelde negen interlands voor het Belgisch voetbalelftal en vertegenwoordigde België op het WK 2002 in Japan en Zuid-Korea.

## Spelerscarrière

### Vroege carrière (1996–1999)
Gaëtan Englebert brak helemaal door in het seizoen 1997–1998 bij het Limburgse Sint-Truidense VV in Eerste Klasse. De Luikenaar speelde twee seizoenen centraal op het middenveld samen met spelers als de Braziliaanse balkunstenaar Isaias, aanvoerder Eddy Dierickx, Patrick Teppers, Erwin Coenen en de jonge belofte Wouter Vrancken. Eén van zijn STVV-ploegmaats was verdediger Philippe Lenglois. Hij had net als Englebert niet zo heel lang daarvoor bij Club Luik gespeeld; dus kende hij hem redelijk goed. Lenglois vertrok na de degradatie van Luik uit de Eerste Klasse in mei 1995. Englebert begon op een lager niveau bij JS Villers l'Evêque (1986–1987) en daarna speelde hij in Tweede Klasse bij Club Luik (1987–1997). Na een sterk seizoen bij STVV onder trainer Poll Peters verhuisde Englebert in 1999 naar de Belgische topclub Club Brugge. In zijn eerste twee jaar won hij geen trofeeën met Club Brugge, waar later verandering in kwam.

### Club Brugge (1999–2008)

#### De Sollied-jaren: grootste successen
Gaëtan Englebert groeide bij Club Brugge onder René Verheyen en vooral Trond Sollied uit tot een van de sterkhouders van de ploeg, vooral dankzij zijn enorme loopvermogen. Englebert diende veelal als '8', mezzala ('halve winger') of box-to-box-speler ; offensieve middenvelder en centrale middenvelder. Hij had zowel in verdedigend als aanvallend opzicht zijn vaste taken en gold als een belangrijke schakel in het elftal. De Luikenaar dook vaak op buiten het strafschopgebied en pikte geregeld zijn doelpuntje mee. Hij was vooral een dienende speler en had niet zelden een beslissende pass in huis. Clubicoon Birger Jensen noemde hem destijds de meest onderschatte speler van het elftal.
Op 18 september 2002 scoorde Gaëtan Englebert met een afstandsschot tegen het Spaanse FC Barcelona op Camp Nou in de groepsfase van de UEFA Champions League. Club Brugge verloor wel met 3–2. Zijn doelpunt betekende ook de 3–2 eindstand. Het was ook Englebert die scoorde in de titelwedstrijd thuis tegen ex-club STVV op 3 mei 2003, wat Club de twaalfde landstitel in zijn geschiedenis opleverde. De wedstrijd eindigde 1–1, wat genoeg was om zekerheid te hebben over het kampioenschap.
Sollied ontwikkelde een succesformule: (meestal) een "4-3-3 punt naar achteren" opstelling met een tactisch sterke organisatie, met een offensief ingestelde driehoek op het middenveld en twee buitenspelers  (vaak Gert Verheyen en Andrés Mendoza). Englebert speelde op zijn hoogtepunt aan de rechterkant, met Hagelander Timmy Simons als zes en de Sloveense vrije schoppenspecialist Nastja Čeh die steevast links in de driehoek speelde. In zijn eerste seizoen onder Sollied moest Englebert zelfs twee keer als rechtsback spelen omdat Olivier De Cock of Peter Van der Heyden (De Cock speelde dan als linksachter) niet kon of mocht spelen. Zo beleefde hij als rechtsachter een moeilijke avond op het Kiel, in de spectakelrijke Germinal Beerschot–Club Brugge van 17 september 2000 met de snelle Dirk Huysmans als zijn rechtstreekse tegenstrever. Huysmans scoorde tweemaal (één strafschop). Wel gaf hij een assist op een stilstaande fase: een vrije trap waaruit Gert Verheyen scoorde. Club Brugge won met 2–3 na een late winning goal van Andrés Mendoza. In Sollieds eerste seizoen speelde hij op het middenveld met Sven Vermant en Simons, terwijl hij het jaar voordien onder René Verheyen doorgaans samen met Vermant, Philippe Clement en Sandy Martens in een viermansmiddenveld speelde. Hij speelde dan hetzij op rechts hetzij centraal indien Gert Verheyen op rechts speelde. 
Het weekblad Sport/Voetbalmagazine verwees ooit naar het Brugse middenveld met Simons, Čeh en Englebert (i.e. Sollieds vaste middenveld vanaf 2002–2003) als de heilige driehoek of heilige drievuldigheid. Opvallend was dat Sollied zich nog een andere vermaard geworden tactiek eigen maakte. Met name het doelbewust op een welbepaalde tegenstrever toepassen van een compacte 3–4–3 met hoge vleugelverdedigers en dikwijls andere spelers dan Čeh en Englebert die voor Simons uit speelden. Wegens een blessure aan de knie miste Englebert een groot deel van het seizoen 2003–2004. In chronologische volgorde, en alternerend en naargelang frequentie betrof dat toen Philippe Clement, Ivan Gvozdenović en de jonge Belgische talenten Jonathan Blondel en Tim Smolders. Eén wijziging was dat 'vrije man' Simons diep inzakte tussen de centrale verdedigers, als libero. 
In Sollieds eerste seizoen, toen Sven Vermant er nog was en Čeh nog niet (Čeh was bovendien nog niet meteen eerste keus), heeft Englebert in de 4-3-3 lange tijd een aanvallendere rol gekregen als trequartista (creatieve buitenspeler) aan de rechterkant en wel omdat rechtsbuiten Gert Verheyen geblesseerd uitviel (blessure aan de buikspieren), dit in plaats van een centrale rol te vervullen. Hij speelde toen voorin samen met Andrés Mendoza of Ebrima Sillah en diepe spits Rune Lange. Soms bracht Sollied dan Sandy Martens in als rechtsbuiten en posteerde hij Englebert weer op het middenveld. Ofwel begon Sollied tactisch zodanig aan een wedstrijd of hij schakelde over 4-4-2 met stopper en libero / 3-1-4-2 door een verdediger bij te zetten in het slot van de wedstrijd, met Englebert dan als centrale middenvelder.

#### Laatste seizoenen op Jan Breydel
Englebert werd tweemaal Belgisch landskampioen en won driemaal de Beker van België met Brugge – exclusief onder leiding van Trond Sollied behalve de Beker in 2007 (onder Čedo Janevski). Na het vertrek van Trond Sollied liep het stroef voor Englebert en bij uitbreiding de club als geheel. Timmy Simons (PSV) en Nastja Čeh (Austria Wien) vertrokken, Sven Vermant (die reeds eerder voor Brugge had gespeeld) en Ivan Leko (die na zijn carrière trainer werd van Brugge) kwamen. Onder Jan Ceulemans speelde kilometervreter Englebert zijn vaste stek in de basiself kwijt. Begin april 2006 werd clubicoon Ceulemans de laan uitgestuurd na een reeks tegenvallende resultaten. Verlies in de topper thuis tegen Anderlecht en daarna uit tegen Gent, met haar sterspeler Mbark Boussoufa die drie keer scoorde, bleek de druppel.
Pas bij de aanstelling van Emilio Ferrera kon Gaëtan Englebert opnieuw rekenen op een vaste basisplaats als rechtsmidden. Hierdoor kwam hij ook weer in beeld bij de nationale ploeg, na 2 jaar afwezigheid. Op 6 september 2006 speelde hij voor het eerst sinds 2003 een wedstrijd voor de Rode Duivels. Hij verzamelde zijn negende en laatste cap in de met 0-1 gewonnen wedstrijd tegen Armenië. Het seizoen hierop (seizoen 2007–2008), toen Club Brugge onder de leiding kwam van Jacky Mathijssen, startte Englebert als titularis, rechts op het middenveld in een 4-4-2. Toen Mathijssen overschakelde naar een 4-3-3 opstelling, verdween Englebert uit de vaste elf.

### Verblijf in Frankrijk (2008–2010)
Na het vertrek van succescoach Trond Sollied beleefde Club Brugge moeilijke jaren op bestuurlijk vlak en Englebert beleefde dat vanop de eerste rij. Een andere donkere mijlpaal was het afscheid als voetballer van de sinds 1992 voor Club Brugge spelende Gert Verheyen (mei 2006), waardoor de stille leider in de kleedkamer niet langer daar was. Dat was de inleiding voor een sportief zwart gat. In de wandelgangen sprak men begin 2007 zelfs over een "allesbehalve samenhangende, rotte kleedkamer waarin onder anderen [Gaëtan] Englebert een rotte appel was". Voor het seizoen 2007–2008 begon Englebert aan zijn laatste contractjaar bij Club Brugge.
Ondanks alle problematiek binnenskamers won Club Brugge in mei 2007 de Beker van België, tegen Standard Luik, onder Emilio Ferrera's opvolger Čedomir Janevski. Englebert, Birger Maertens en Philippe Clement (en bijna een decennium later ook Jonathan Blondel wegens blessures) sloegen als laatste spelers de poort van Jan Breydel achter zich dicht sinds het vertrek van de Noorse succescoach. Brugge was het spoor organisatorisch bijster (drie jaar na Engleberts vertrek werd de gehele bestuurskamer vervangen).
Englebert kwam als laatste der Mohikanen bij Club Brugge nog amper van de bank, waardoor zijn contract niet verlengd werd. Daarop tekende hij voor het seizoen 2008-2009 bij FC Tours, dat in de Franse Ligue 2 uitkomt. Op 31 augustus 2010 stapte Englebert over naar FC Metz.

### Terugkeer naar België (2010–2013)
In 2010 flirtte een 33-jarige Gaëtan Englebert met een terugkeer naar Sint-Truidense VV, maar een overstap geraakte niet rond. Op vrijdag 22 juli 2011 maakte voetbalclub K.V.V. Coxyde bekend dat Englebert een contract tekende voor twee seizoenen. Na een half seizoen stapte Englebert echter over naar FC Luik. Daar werd hij op 22 januari 2013 aangesteld tot sportief directeur.

## Clubstatistieken
| seizoen | club              | land      | competitie     | wed. | goals |
| ------- | ----------------- | --------- | -------------- | ---- | ----- |
| 1996/97 | Club Luik         | België    | Tweede klasse  | 32   | 6     |
| 1997/98 | Sint-Truidense VV | België    | Jupiler League | 34   | 1     |
| 1998/99 | Sint-Truidense VV | België    | Jupiler League | 32   | 3     |
| 1999/00 | Club Brugge       | België    | Jupiler League | 32   | 3     |
| 2000/01 | Club Brugge       | België    | Jupiler League | 34   | 4     |
| 2001/02 | Club Brugge       | België    | Jupiler League | 32   | 3     |
| 2002/03 | Club Brugge       | België    | Jupiler League | 31   | 5     |
| 2003/04 | Club Brugge       | België    | Jupiler League | 17   | 1     |
| 2004/05 | Club Brugge       | België    | Jupiler League | 31   | 4     |
| 2005/06 | Club Brugge       | België    | Jupiler League | 29   | 0     |
| 2006/07 | Club Brugge       | België    | Jupiler League | 30   | 2     |
| 2007/08 | Club Brugge       | België    | Jupiler League | 20   | 0     |
| 2008/09 | FC Tours          | Frankrijk | Ligue 2        | 37   | 2     |
| 2009/10 | FC Tours          | Frankrijk | Ligue 2        | 20   | 0     |
| 2010/11 | FC Metz           | Frankrijk | Ligue 2        | 12   | 0     |
| 2011/12 | KVV Coxyde        | België    | Derde Klasse A | 18   | 0     |
|         |                   |           |                | 441  | 34    |

## Interlandcarrière
Op 28 februari 2001 debuteerde Gaëtan Englebert bij de Rode Duivels, in de wedstrijd België-San Marino (10-1). Ondanks het succes met Club Brugge kon hij nooit echt overtuigen bij de Rode Duivels, waar hij rechts tegen de flank werd geplakt. Niettemin werd Englebert door toenmalig bondscoach Robert Waseige opgeroepen voor het WK 2002 in Japan en Zuid-Korea, waar hij niet van de bank kwam.

## Trainerscarrière
In oktober 2016 werd Englebert assistent-bondscoach bij België –15. In maart 2022 nam Englebert het trainersroer over bij Luik na het ontslag van Dražen Brnčić. De Luikenaars grepen uiteindelijk naast de promotie naar Eerste klasse B, ten voordele van FCV Dender EH.

## Erelijst
| Competitie        | Aantal      | Jaren                        |             |             |
| Club Brugge       | Club Brugge | Club Brugge                  | Club Brugge | Club Brugge |
| ----------------- | ----------- | ---------------------------- | ----------- | ----------- |
| Nationaal         |             |                              |             |             |
| Belgisch kampioen | 2x          | 2003, 2005                   |             |             |
| Beker van België  | 3x          | 2002, 2004, 2007             |             |             |
| Supercup          | 4x          | 2002, 2003, 2004, 2005       |             |             |
| Vriendschappelijk |             |                              |             |             |
| Brugse Metten     | 5x          | 2000, 2001, 2004, 2006, 2007 |             |             |

## Trivia
- Een uiterlijk kenmerk van Englebert zijn de wallen onder de ogen. Dit kwam voor zover bekend niet vanwege slaapproblematiek en zou daarom een genetische oorzaak hebben.